# Atención primaria de salud

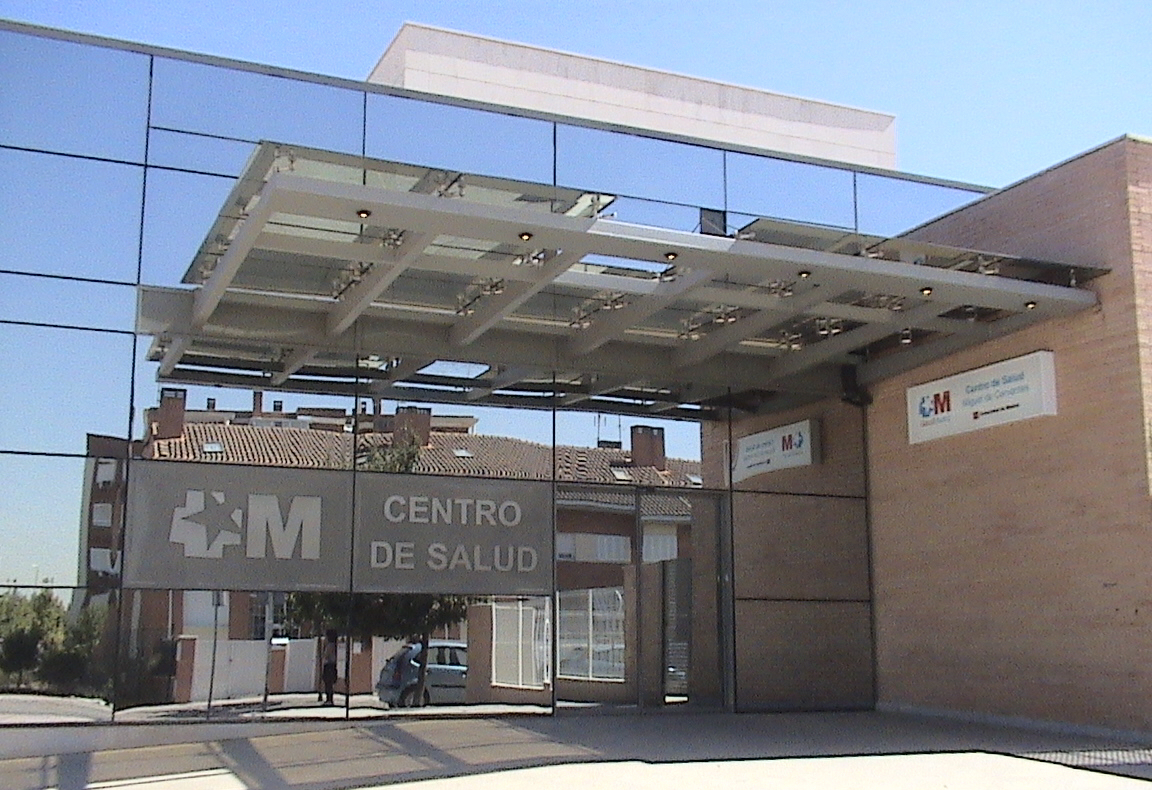
Centro de Salud Miguel de Cervantes en Alcalá de Henares (Madrid - España).

La atención primaria de salud (siglas: AP o APS), según la definición dada en la Declaración de Alma-Ata, aprobada por la Conferencia Internacional sobre Atención Primaria de Salud de Alma-Ata de 1978 convocada por la Organización Mundial de la Salud (OMS) es la siguiente:

... Es la asistencia sanitaria esencial basada en métodos y tecnologías prácticos, científicamente fundados y socialmente aceptables, puesta al alcance de todos los individuos y familias de la comunidad mediante su plena participación y a un costo que la comunidad y el país puedan soportar, en todas y cada una de las etapas de su desarrollo con un espíritu de autorresponsabilidad y autodeterminación. La atención primaria forma parte integrante tanto del sistema nacional de salud, del que constituye la función central y el núcleo principal, como del desarrollo social y económico global de la comunidad.

Dicha definición enmarca una serie de acciones de salud pública, sean de diagnóstico, prevención, curación y rehabilitación, que deben realizarse desde un nivel primario y local en beneficio de la comunidad. Además, de ser el nivel básico e integrante de cualquier sistema de salud.
Tipos de asistencia sanitaria: 
- Primaria.
- Especializada u hospitalaria y que incluye las consultas externas.

La atención primaria es el mecanismo mediante el cual los países y las áreas proveen mejor
salud a las poblaciones y las personas, con mayor equidad en salud en los subgrupos poblacionales, y con menores costes. El objetivo central es organizar los sistemas sanitarios en torno a un sistema fuerte centrado en el paciente, es decir, la atención primaria.

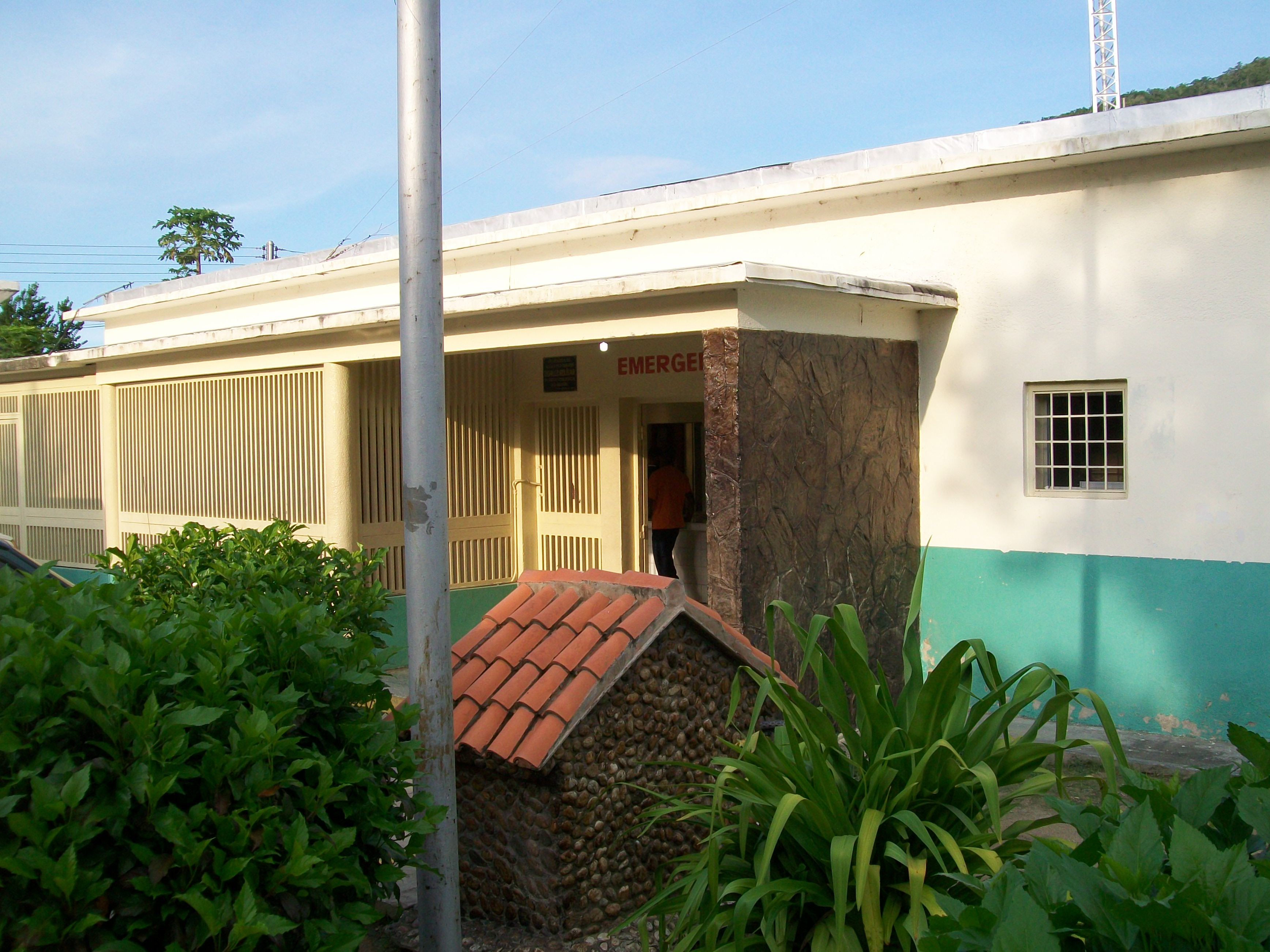
Centro de Atención Primaria de salud en Ocumare de la Costa, Venezuela.

## Objetivos
La atención primaria debe ofrecer servicios según necesidad, y dar respuesta en su nivel a la mayoría de los problemas.
Una Atención Primaria polivalente y resolutiva, competente para dar respuesta a pacientes complejos y para considerar la salud en conjunto, y que por ello coopere con otros servicios, socio-sanitarios y extra-sanitarios.

## Acciones o características
Los atributos básicos de la atención primaria son la accesibilidad, la coordinación, la integralidad, la longitudinalidad y la calidad de la presentación; son los que marcan su calidad y eficiencia.

## Prestación sanitaria
La atención primaria es el nivel básico e inicial de atención, que garantiza la globalidad y continuidad de la atención a lo largo de toda la vida del paciente, actuando como gestor y coordinador de casos y regulador de flujos. Comprenderá actividades de promoción de la salud, educación sanitaria, prevención de la enfermedad, asistencia sanitaria, mantenimiento y recuperación de la salud, así como la rehabilitación física y el trabajo social.
Aunque los factores sociodemográficos, sin duda, influyen en la salud, un sistema sanitario orientado hacia la atención primaria es una estrategia política de gran relevancia debido a que su efecto es claro y relativamente rápido, en particular respecto a la prevención de la progresión de la enfermedad y los efectos de las lesiones, sobre todo a edades más tempranas.

### Servicios
La atención primaria comprende:
1. La asistencia sanitaria a demanda, programada y urgente tanto en la consulta como en el domicilio del enfermo.
2. La indicación o prescripción y la realización, en su caso, de procedimientos diagnósticos y terapéuticos.
3. Las actividades en materia de prevención, promoción de la salud, atención familiar y atención comunitaria.
4. Las actividades de información y vigilancia en la protección de la salud.
5. La rehabilitación básica.
6. Las atenciones y servicios específicos relativos a la mujer, la infancia, la adolescencia, los adultos, la tercera edad, los grupos de riesgo y los enfermos crónicos.
7. La atención paliativa a enfermos terminales.
8. La atención a la salud mental, en coordinación con los servicios de atención especializada.
9. La atención a la salud estomatognática.

## Organización
1. Estructura (lo que hay): física y humana.
2. Proceso (lo que se hace o se manda hacer).
3. Resultado (lo que se consigue).

### Estructura

#### Estructura física

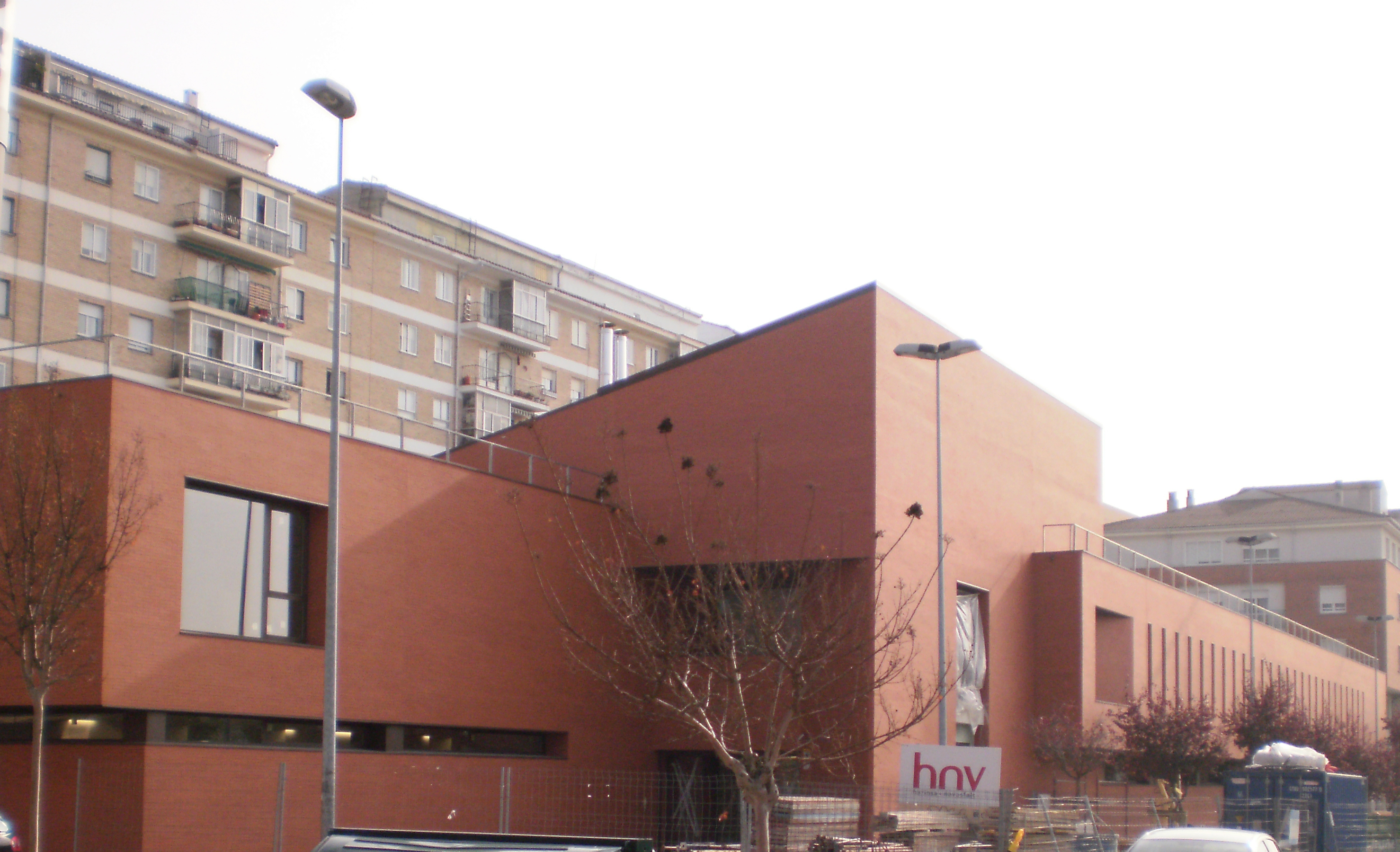
Centro de salud de Ansoáin (Navarra - España)

- Materiales:

- De oficina
- Docentes
- De clínica
- De exploración o diagnóstico

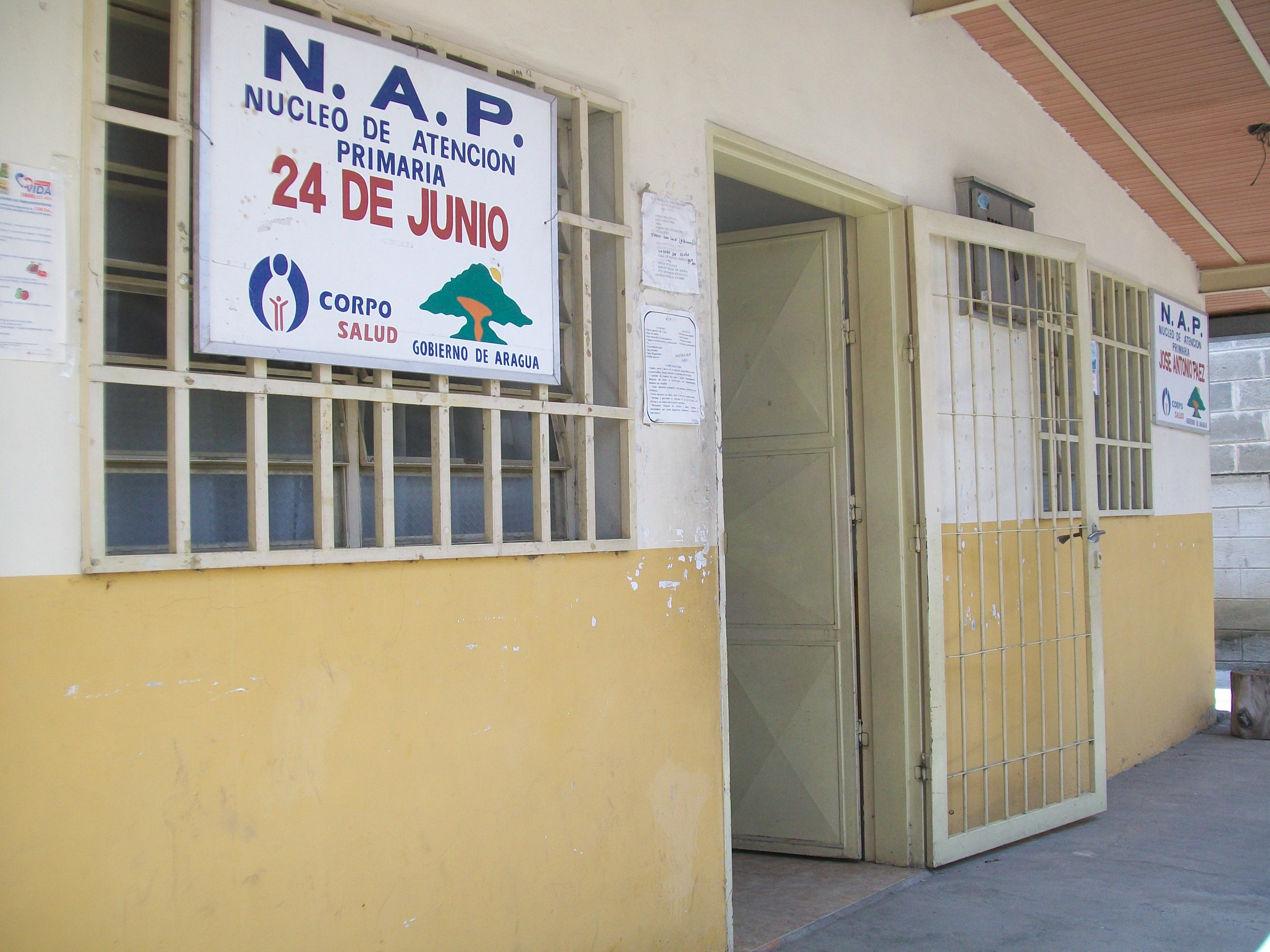
Núcleo de atención primaria de salud en la ciudad de Maracay, Venezuela.

- Centro de salud (≠ Consultorio ≠ Ambulatorio) son edificios o locales:

- Despacho para médicos, odontólogos, o especialistas
- Despacho para enfermeras
- Despacho para Psicología
- Despacho para Trabajo Social
- Recepción / información / administración
- Sala de curas / salas específicas: ECG, vacunas, de extracciones, etc.
- Biblioteca / sala de reuniones
- Archivo de historias clínicas
- Almacén
- Salas especiales: de reunión, cirugía menor, aulas etc.
- Zona Básica de Salud (ZBS)

- Es el territorio de influencia de un centro de salud.
- Puede abarcar uno o varios barrios, pueblos o ciudades.
- Distancias a menos de 30 minutos del centro de salud.
- Área de Salud Es la agrupación de varias zonas básicas.

- 1 área de salud = 1 gerencia.
Abarca aproximadamente a 250 000 habitantes, o a una provincia.

#### Estructura humana
El Equipo de Atención Primaria (EAP) está compuesto por los profesionales de la zona básica de salud.
- Médicos. Un médico de familia por cada 1500-2000 pacientes, 1 pediatra por cada 1000 niños menores de 14 años. Funciones:

- Prevención, diagnóstico, tratamiento y rehabilitación
- Consulta en el centro de salud o en los domicilios
- Atención a demanda o programada
- Sesiones clínicas
- Participar en las comisiones
- Coordinar el centro de atención primaria.
- Enfermeros. Uno por cada 2000 pacientes. Funciones:

- Planificación de cuidados. Entrenamiento del paciente para autocuidados
- Consulta monotemática programada
- Atención a domicilio
- Curas e inyectables
- Salud buco-dental
- Extracciones
- Técnicas: ECG, Espirometrías, etc.
- Participar en las comisiones.
- Educación sanitaria
- Administrativos. Varía según el tamaño del centro de salud. Funciones:

- Cita previa
- TIS / asignación de médico
- Tramitación de analíticas, radiografías, derivaciones, recetas a Inspección
- Elaboración de estadística
- Participar en las comisiones.
- Celadores. Uno por turno laboral. Funciones:

- Información
- Reponer materiales
- Repartir las historias clínicas.

### Proceso

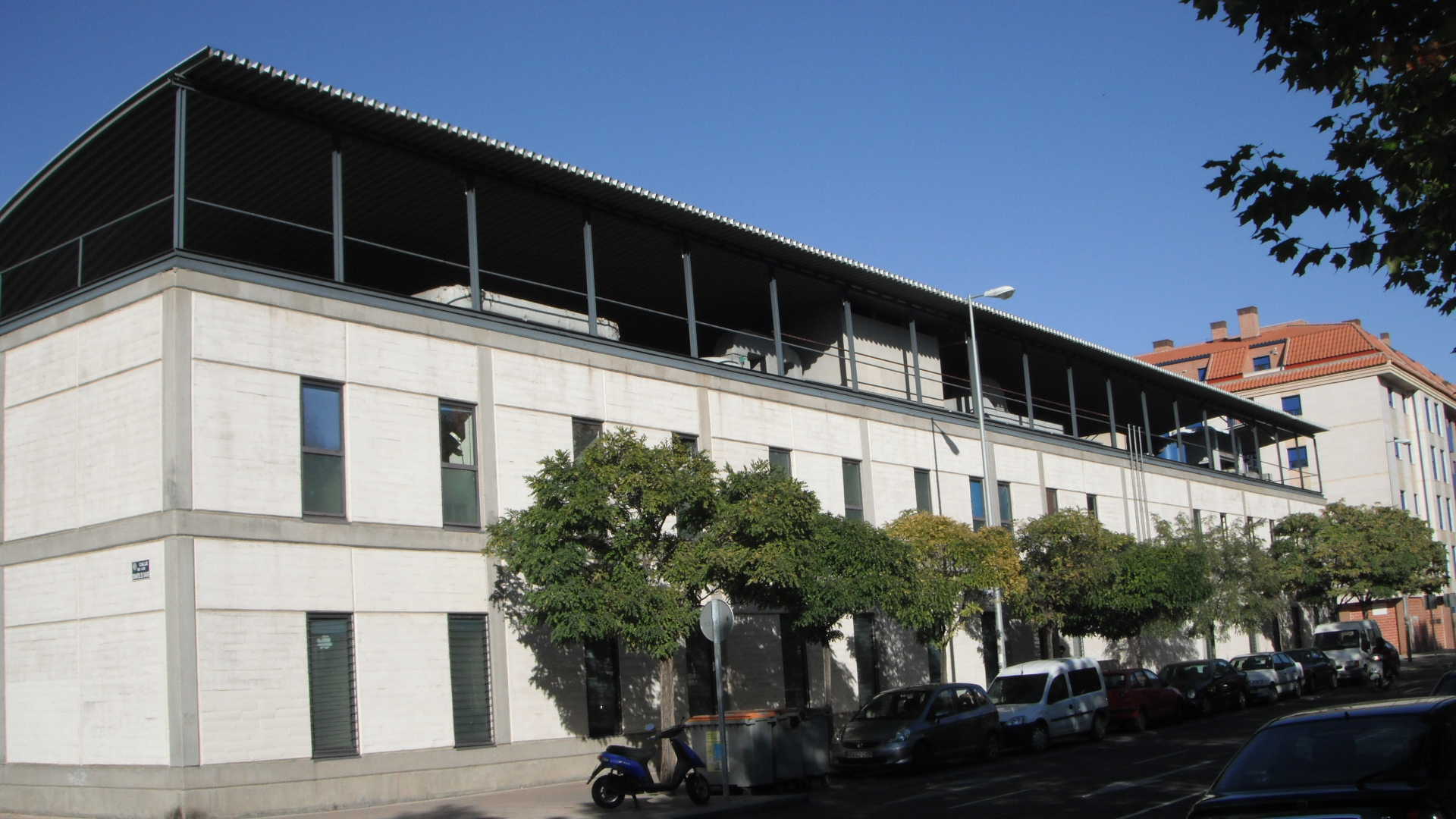
Centro de atención primaria en Valladolid - España.

- Actividades clínicas

- Consulta en el centro de salud: a demanda o programada
- Consulta a domicilio: a demanda (urgencias o avisos) o programada
- Prevención primaria, secundaria, terciaria y cuaternaria.
- Actividades docentes

- Sesiones clínicas
- Formación continuada
- Educación sanitaria (divulgación)
- - Unidad docente: residentes en Medicina Familiar y Comunitaria.

- Investigación

- Estudios científicos
- Publicaciones: revistas, libros, etc.
- Congresos: comunicaciones, pósteres.
- Administración y/o Gestión

- Comisiones: interior, docencia, registros, calidad
- Director: médico (administración sencilla sin jefe)
- Responsable de enfermeros y de administrativos
- Cartera de servicios: auditorías.

### Resultado
- Fuentes de información

- Historia clínica orientada por problemas (registro fundamental)
- Parte interconsulta (PIC) (antiguo P10)
- Pruebas complementarias: ECG, ECO, espirometrías, radiografías, analíticas sanguíneas, urinarias, etc.
- Bajas laborales
- Gasto y tipos de medicamentos.
- Sistema de control / evaluación

- Protocolos, programas, servicios
- Cartera de servicios: cambia todos los años, se firma, coberturas
- Normas técnicas mínimas (NTM)
- Auditorías (1 al año: externa e interna)
- No se evalúan resultados clínicos, sino proceso.
- Incentivos

- Económicos: cumplir cartera de servicios (gastos farmacéuticos, suplentes y materiales; cumplir NTM y coberturas)
- Formación: sesiones clínicas, cursos, unidad docente
- Méritos profesionales: Carrera profesional, Antigüedad, Docente, Publicaciones.
- Estadísticas

- Frecuentación: en consulta (35 visitas/día) en domicilio (1 visita/día)
- Resuelve: 90-95 % de las visitas (visitas ≠ pacientes)
- Duración media de consulta en despacho: de 5 a 10 minutos por visita.

## Historia clínica
Es el elemento fundamental de registro de todo médico. Aunque el paciente tenga el derecho a tener una copia de su historia clínica, los datos son siempre confidenciales (secreto profesional).
- Tipos:

- Cronológica
- Orientada por problemas
- Protocolizada
- Partes de la "historia clínica orientada por problemas" (actualmente suele estar informatizada):

- Carpeta familiar
- Carpeta individual: azul o rosa
- Carpeta de datos generales
- SOAP
- Analíticas
- Hojas multiusos
- Hojas en blanco
- Hojas para protocolos o cartera de servicio
- Se puede ordenar por:

- Edad / sexo: historia individual
- Número de historia específico: historia familiar o ficha familiar

## Problemas de salud
- Enfermedad ≠ Problema de salud

- Se atienden todos los problemas de salud.

- Más frecuentes: hipertensión arterial, dislipemia, diabetes mellitus, EPOC, asma, artrosis, infecciones (respiratorias, urinarias, digestivas, piel o mucosas, ojos u oídos), traumatismos no laborales, depresiones, ansiedad, obesidad, insomnio, estreñimiento, pacientes terminales, etc.

- Distorsión:

- Datos Hospitalarios ≠ Datos de Atención Primaria
- Encuesta Nacional de Salud ≠ Datos de Atención Primaria

## Día de la Atención Primaria
En 2011 se estableció en España el 12 de abril como el "Día Nacional de la Atención Primaria", con el objetivo de ser el eje fundamental del Sistema Nacional de Salud, capaz de mejorar la eficiencia del mismo así como garantizar su sostenibilidad.

## Profesionales ilustres
- Barbara Starfield
- Julian Tudor Hart